# Sistema Integrado de Información del Agua
Sistema Integrado de Información del Agua (SIA) es un sistema público de información dedicado íntegramente a la gestión y planificación hidrológica promovido por la Dirección General de Agua (Ministerio de Medio Ambiente y Medio Rural y Marino). El objetivo que persigue es poner a disposición de la sociedad información sobre el agua, con el propósito de mejorar la divulgación, fomentar la participación pública y obtener una gestión más eficaz de los recursos hídricos de España. 
El sistema es utilizado además como repositorio oficial de la información sobre el agua asociada al cumplimiento de las directivas europeas, entre otras, la Directiva Marco del Agua. Por esta razón el SIA se comunica con el Sistema Europeo de Información del Agua (WISE).
Se trata de un sistema de información moderno, unitario y centralizado. Maneja grandes volúmenes de información, obtenida de las fuentes más relevantes dentro y fuera del propio Ministerio, y la dota de características básicas para obtener su aprovechamiento, análisis y seguimiento.
El Ministerio de Medio Ambiente y Medio Rural y Marino publica los datos a través del portal del SIA, mediante 4 herramientas adaptadas a un determinado uso de la información.

## Visor geográfico del SIA
Página web estructurada sobre la base de diferentes temáticas. Combina herramientas geográficas con presentaciones alfanuméricas. El visor permite seleccionar un tema, una entidad, una variable o un conjunto de todos estos elementos. Está diseñado para cubrir las necesidades de los usuarios más avanzados. Los datos se pueden exportar a cualquier formato para el aprovechamiento de los diferentes usuarios.
La visualización de los datos se dispone en tres áreas compuestas por: datos en forma de mapa, contenidos alfanuméricos de los datos reprensados en el mapa y representación gráfica de los valores obtenidos de la consulta. 
Se ofrece acceso a más de 116 entidades, 266 series de datos y diferentes menús temáticos: 
- Menú general
- Menú Plan Nacional de Calidad
- Menú Implantación de la Directiva Marco en España
- Menú temas y entidades del SAIH
- Menú temas del ERHIN
- Menú actuaciones del Ministerio de Medio Ambiente y Medio Rural y Marino
- Menú Boletín Hidrológico
- Menú de temas asociados a la sequía.

## Libro Digital del Agua
El libro fue desarrollado tomando como base el “Libro Blanco del Agua”, publicado por el Ministerio de Medio Ambiente en  el año 2000. La información se ha presentado en forma de libro digital en continuo proceso de actualización, ya que se encuentra vinculado dinámicamente a la base de datos del SIA.

## Sistema de Indicadores del Agua
Reúne información relevante en cuanto al estado del medio acuático y la repercusión de las actividades antropogénicas sobre el mismo. Para ofrecer éstas medidas clave en el sistema de indicadores se resumen 40 variables, aquellas que mejor caracterizan el estado y evolución del medio acuático.

## Descargas del SIA
Permite descargar datos del SIA alfanuméricos y geográficos para la elaboración de análisis más detallados. Los formatos de fichero en los que se pueden descargar son: Excel, Shapefile o pdf.
Desgraciadamente los enlaces que se proporcionan en la página del ministerio y del CEDEX están rotos desde hace años y no se puede descargar nada.